# Cliche Love Song
«Cliché Love Song» (Клише песни о любви) — песня в исполнении датского певца марокканского происхождения Басима, с которой он представил Данию на конкурсе песни «Евровидение-2014».
Песня была выбрана 8 марта 2014 года на национальном отборе Дании на «Евровидение», что позволило Басиму представить свою страну на международном конкурсе песни «Евровидение-2014», который прошёл в Копенгагене, Дания.

## Список композиций
| №  | Название           | Длительность |
| -- | ------------------ | ------------ |
| 1. | «Cliche Love Song» | 3:01         |

## Позиции в чартах
| Чарт (2014)                                | Наивысшая позиция |
| ------------------------------------------ | ----------------- |
| Австрия (Ö3 Austria Top 40)                | 37                |
| Бельгия/Фландрия (Ultratip Bubbling Under) | 73                |
| Бельгия/Валлония (Ultratip Bubbling Under) | 49                |
| Дания (Tracklisten)                        | 2                 |
| Германия (GfK)                             | 50                |
| Ирландия (IRMA)                            | 38                |
| Нидерланды (Single Top 100)                | 71                |
| Испания (PROMUSICAE)                       | 50                |
| Швеция (Sverigetopplistan)                 | 9                 |
| Digilistan                                 | 8                 |
| Швейцария (Schweizer Hitparade)            | 55                |
| Number One Top 40                          | 34                |
| Великобритания (OCC UK Singles)            | 46                |

## Хронология релиза
| Страна | Дата           | Формат           | Лейбл    |
| ------ | -------------- | ---------------- | -------- |
| Дания  | 7 марта 2014   | Digital download | GL Music |
| Дания  | 28 апреля 2014 | Digital download | GL Music |

### Сертификации
| Регион | Сертификация | Продажи |
| --- | ------------ | ------- |
| Дания (IFPI Danmark) | Золотой      | 15,000^ |
| * Данные о продажах приведены только на основе сертификации. ^ Данные о тиражах приведены только на основе сертификации. |              |         |